# 4 ianuarie
ianuarie • februarie • martie  • aprilie  • mai  • iunie  • iulie  • august  • septembrie  • octombrie  • noiembrie  • decembrie
4 ianuarie este a patra zi a calendarului gregorian. Mai sunt 361 de zile până la sfârșitul anului (362 de zile în anii bisecți).

## Evenimente

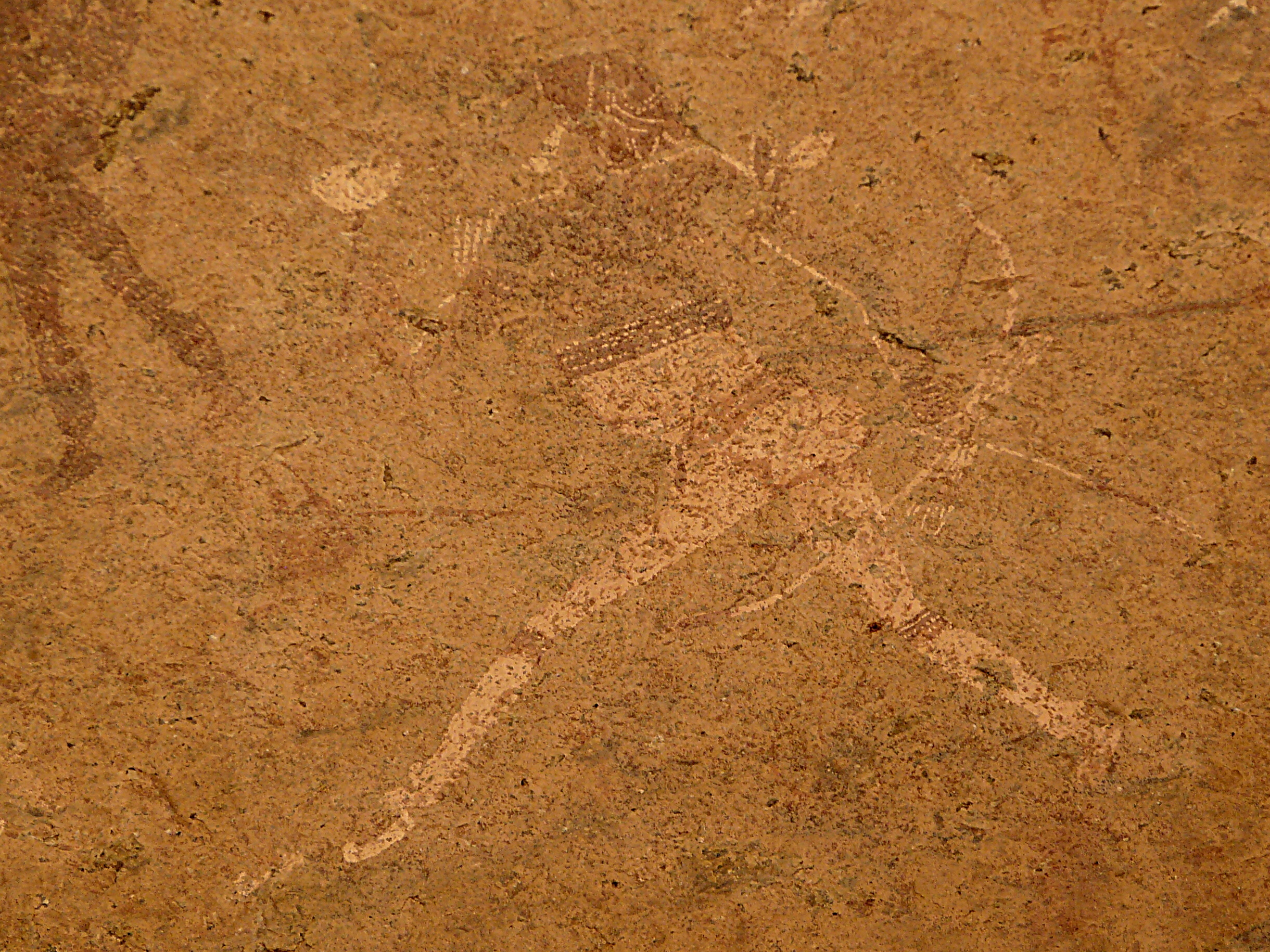
1918: Exploratorul german Reinhard Maack descoperă pictura pe stâncă a Doamnei Albe, care are cel puțin două mii de ani vechime, în masivul Brandberg, cel mai înalt munte din Namibia.

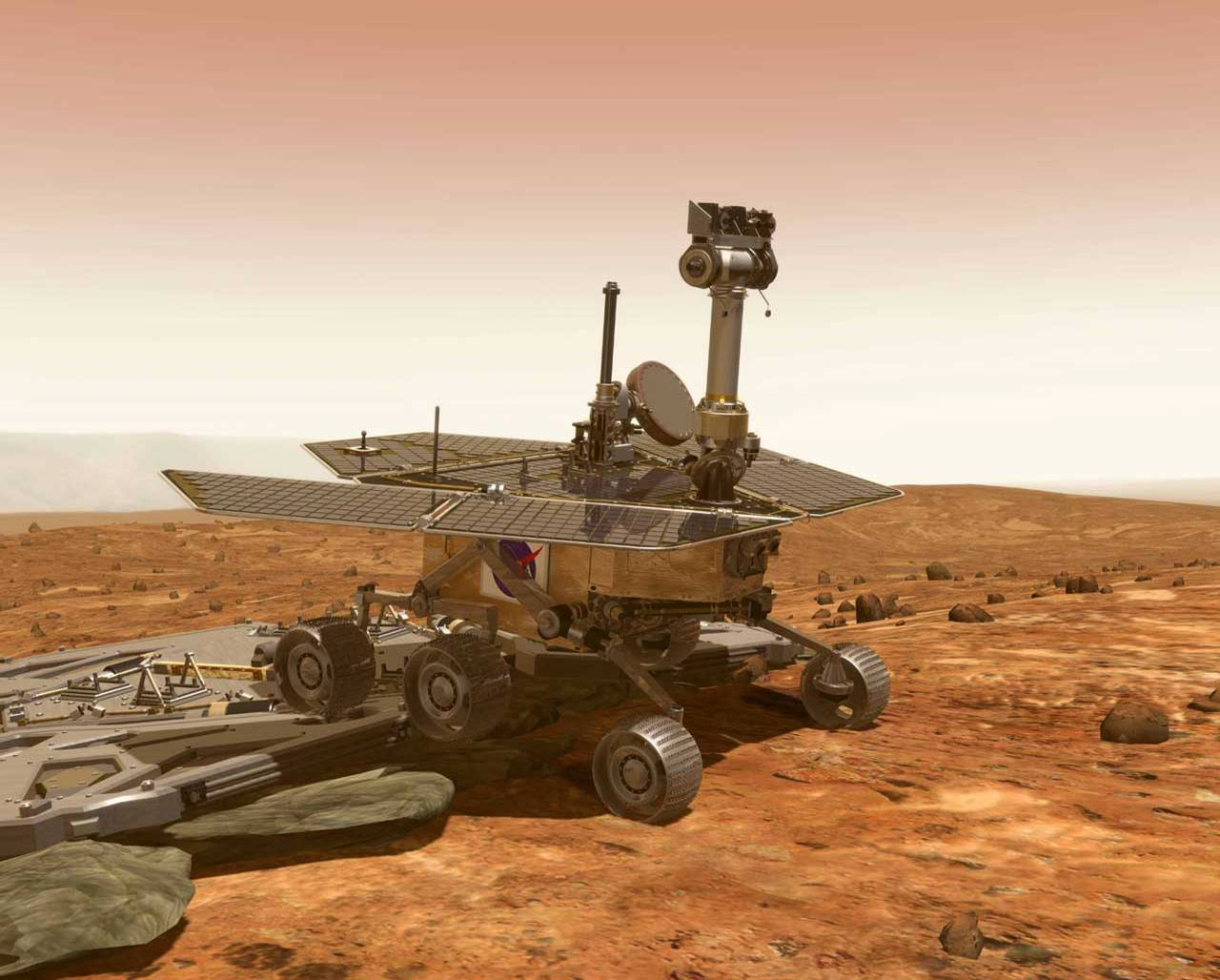
2004: Roverul Spirit (reprezentare artistică) aterizează cu succes pe planeta Marte la 04:35 UTC.

- 46 î.Hr.: Iulius Cezar înfrânge armata republicană condusă de fostul său susținător, Titus Labienus, în bătălia de la Ruspina (astăzi în Tunisia).[1]
- 0871: Regele Ethelred de Wessex este înfrânt în bătălia de la Reading de trupele daneze.[2]
- 1717: Olanda, Marea Britanie și Franța semnează Tripla Alianță [3] în încercarea de a menține Tratatul de la Utrecht; Marea Britanie a semnat o alianță preliminară cu Franța la 28 noiembrie (17 noiembrie 1716).
- 1798: Constantin Hangerli ajunge la București și devine noul Domn investit de Imperiul Otoman.[4]
- 1835: În ziarul britanic „Bells Life“ apare prima rublică de șah din lume.
- 1854: Căpitanul vasului Samarang, William McDonald, a descoperit Insulele McDonald, insule nelocuite aflate în Oceanul Indian între Antarctida și Madagascar.[5]
- 1880: Alpinistul britanic Edward Whymper este primul care urcă vârful Chimborazo de 6.267 m, unul dintre cele mai înalte vârfuri ale Anziilor Cordilieri.
- 1896: Utah a devenit cel de-al 45-lea stat american.[6]
- 1918: A apărut, la Paris, a doua serie a publicației săptămânale „La Roumanie” (până la 12 iun. 1919), sub conducerea lui Paul Bratasanu, care desfășura o bogată activitate pentru apărarea cauzei naționale românești.
- 1918: Exploratorul german Reinhard Maack descoperă pictura pe stâncă a Doamnei Albe, care are cel puțin două mii de ani vechime, în masivul Brandberg, cel mai înalt munte din Namibia.[7]
- 1926: Parlamentul votează îndepărtarea prințului Carol (viitorul rege Carol al II-lea) de la succesiune (“Actul de la 4 ianuarie”) și recunoașterea prințului Mihai ca principe moștenitor al României. Pe timpul minoratului lui Mihai s–a instituit o regență formată din patriarhul Miron Cristea, președintele Înaltei Curți de Casație, Gheorghe Buzdugan și prințul Nicolae de Hohenzollern.
- 1947: A apărut primul număr al revistei „Der Spiegel” (Hamburg), avându-l ca director pe Rudolf Augstein.
- 1948: Birmania și-a proclamat independența față de Marea Britanie.[8]
- 1954: Elvis Presley a înregistrat al doilea disc „demonstrativ”.
- 1958: Sputnik 1, primul satelit artificial al Pământului, lansat de Uniunea Sovietică în 1957, se prăbușește de pe orbită pe Pământ.[9]
- 1959: Luna 1 devine prima navă spațială care ajunge în vecinătatea Lunii.[10]
- 1980: Ca raspuns la invazia sovietică în Afghanistan, la 27 dec. 1979, președintele Carter suspendă vânzările de tehnologie și grâne către URSS, iar câteva zile mai târziu cere Congresului să amâne ratificarea Tratatului SALT II.
- 1999: Greva minerilor din Valea Jiului. Aproape 15 000 de mineri de la Compania Naționala a Huilei din Valea Jiului încep o grevă pentru a obține mărirea salariilor și renunțarea la programul de închidere a minelor nerentabile, amenințând că vin la București, în cazul în care revendicările lor nu vor fi satisfăcute. Guvernul refuză să negocieze.
- 2004: Roverul Spirit aterizează cu succes pe planeta Marte la 04:35 UTC.[11]
- 2006: Ariel Sharon, premierul Israelului a suferit un masiv atac cerebral, urmat de hemoragii puternice. Operat de trei ori, premierul a fost plasat de medici în comă profundă, pentru a-i proteja creierul de alte leziuni.[12]
- 2010: Este inaugurată oficial cea mai înaltă clădire din lume, Burj Khalifa, având o înălțime de 828 m.[13]

## Nașteri
- 1076: Împăratul Zhezong al Songului (d. 1100)
- 1567: François d'Aguilon, călugăr iezuit, matematician, fizician belgian (d. 1617)
- 1710: Giovanni Battista Pergolesi, compozitor italian (d. 1736)
- 1740: Ernestine de Saxa-Weimar, ducesă de Saxa-Hildburghausen (d. 1786)
- 1785: Friedrich Wilhelm, Duce de Schleswig-Holstein-Sonderburg-Glücksburg (d. 1831)
- 1809: Louis Braille, pedagog francez, inventatorul alfabetului Braille (d. 1852)
- 1824: Cristiano Banti, pictor italian (d. 1904)
- 1836: Prințesa Ana de Saxonia, Mare Ducesă Ereditară de Toscana (d. 1859)

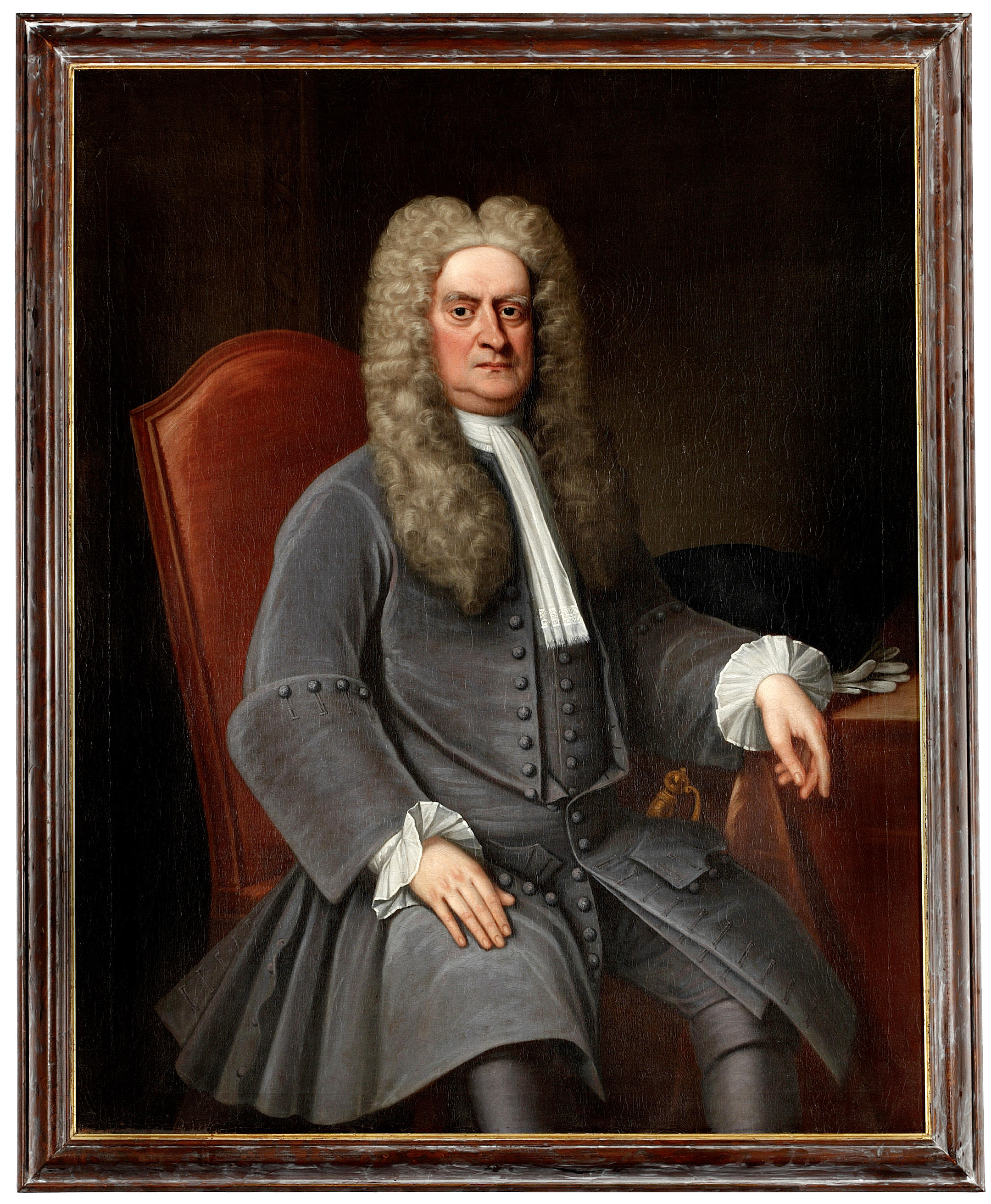
Isaac Newton, fizician, matematician englez
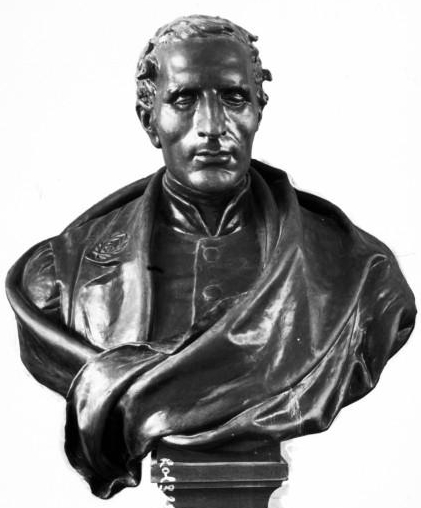
Louis Braille, pedagog francez
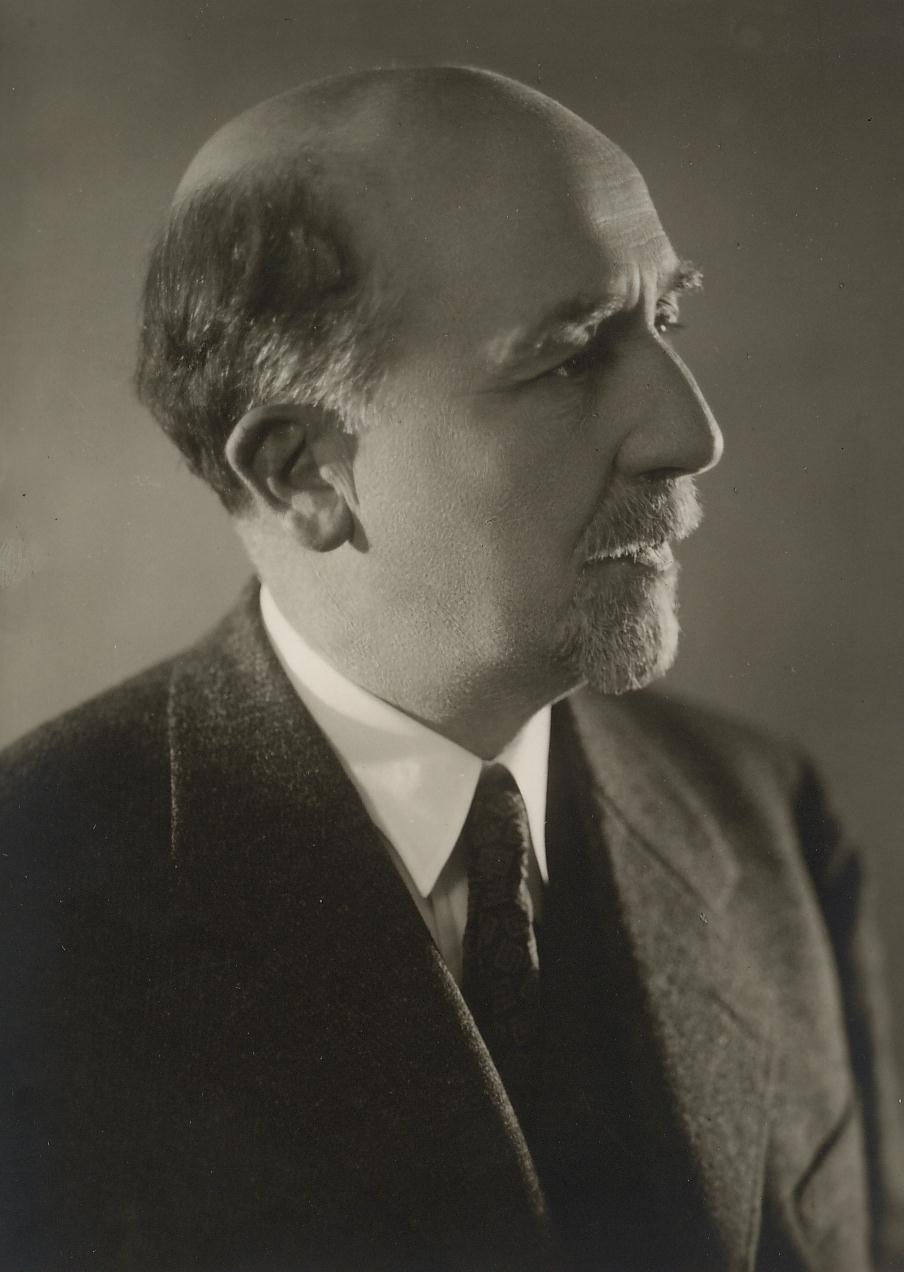
Sextil Pușcariu, lingvist, filolog român

- 1840: José Martí y Monsó, pictor spaniol (d. 1912)
- 1841: Petru Poni, chimist și mineralog român, unul dintre fondatorii școlii românești de chimie (d. 1925)
- 1870: Maria Theresa de Löwenstein-Wertheim-Rosenberg,  membră a Casei de Löwenstein-Wertheim-Rosenberg  (d. 1935)
- 1877: Sextil Pușcariu, lingvist, filolog, istoric literar, memorialist român (d. 1948)
- 1896: Eugen I. Angelescu, chimist român (d. 1968)
- 1915: Mircea Popa, dirijor român (d. 1975)
- 1931: Nora Iuga, poetă română
- 1932: Carlos Saura, regizor spaniol (d. 2023)
- 1933: Nora Iuga, poetă și traducătoare română
- 1933: Andrzej M. Trautman, fizician polonez
- 1934: Rudolf Schuster, președinte al Slovaciei

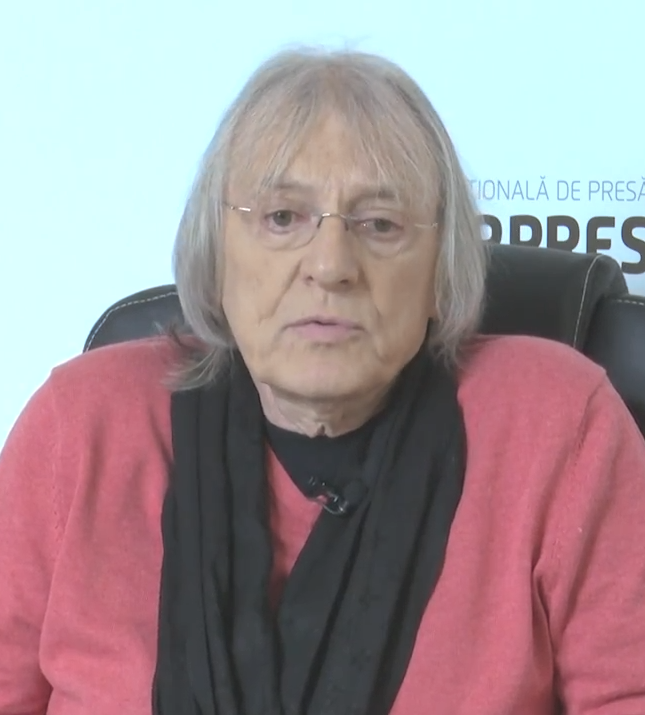
Mihai Constantinescu, cântăreț român de muzică ușoară
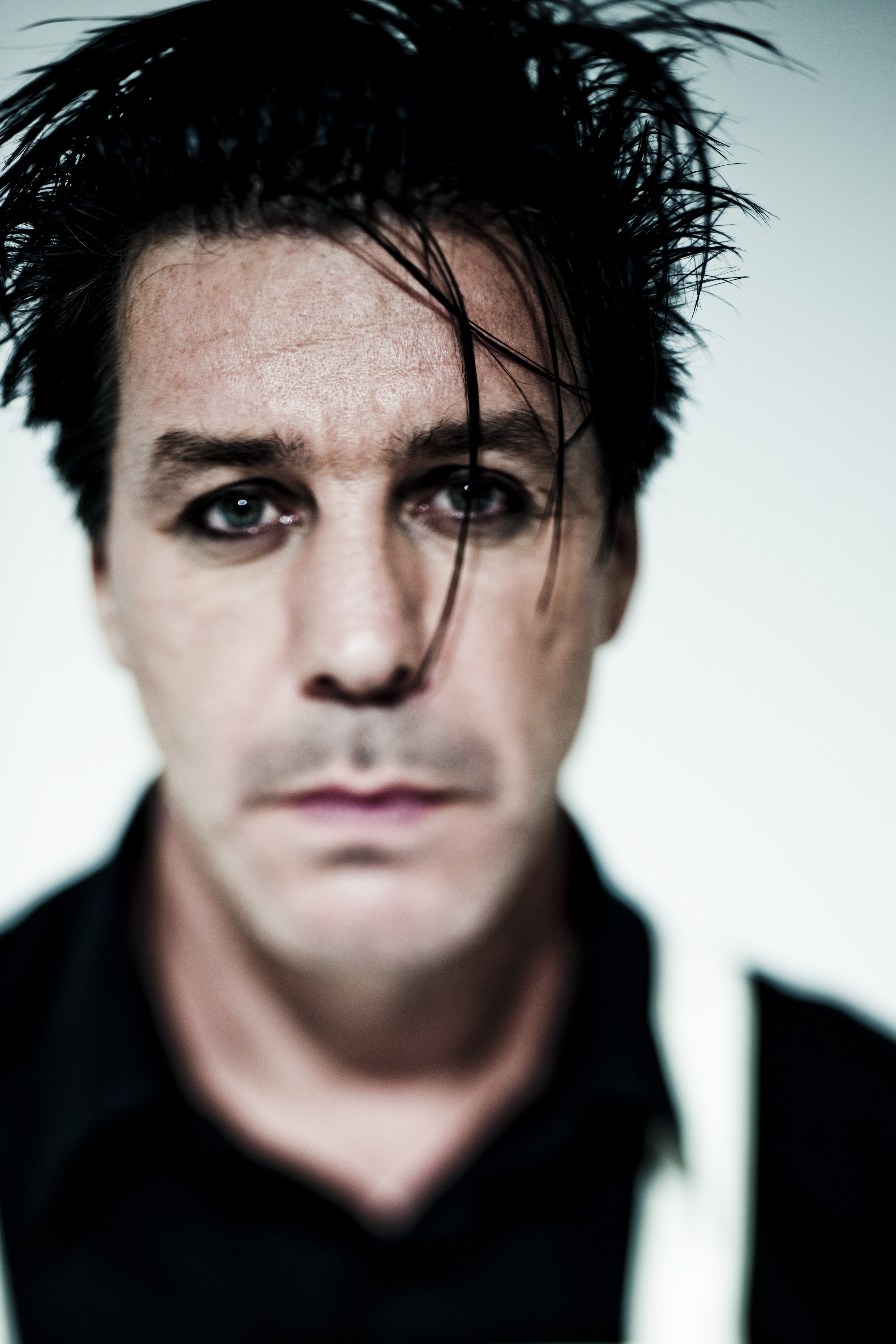
Till Lindemann, cântăreț, poet, compozitor, scriitor, muzician și actor german
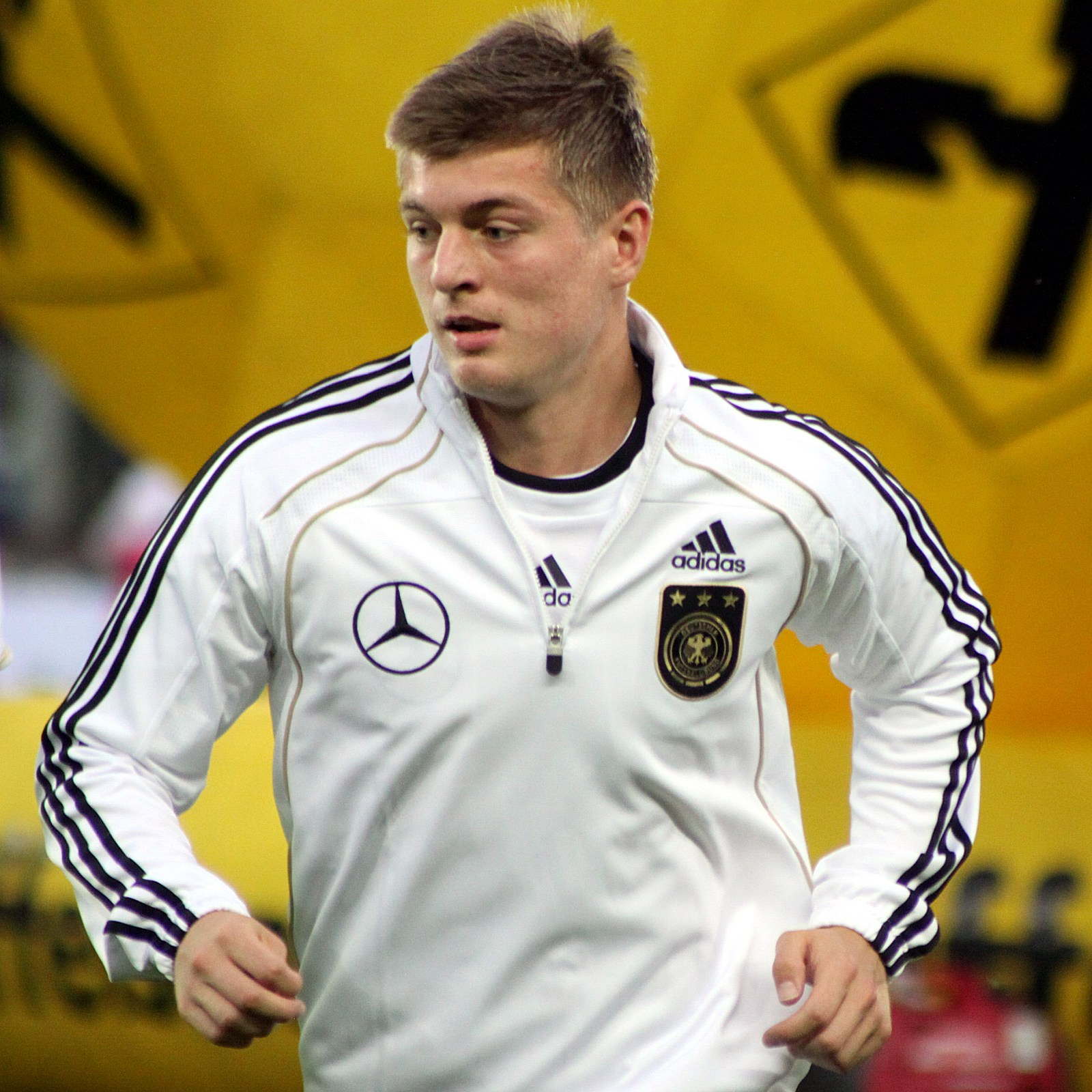
Toni Kroos, fotbalist german

- 1940: Brian Josephson, fizician britanic, laureat Nobel
- 1940: Gao Xingjian, scriitor, dramaturg și critic chinezo-francez, laureat Nobel
- 1942: John McLaughlin, chitarist de jazz
- 1946: Mihai Constantinescu, cântăreț român de muzică ușoară (d. 2019)
- 1946: Sorin M. Rădulescu, sociolog român
- 1958: Matt Frewer, actor canadian
- 1963: Till Lindemann, cântăreț, poet, muzician, actor, scriitor și compozitor german (Rammstein)
- 1969: Boris Berezovski, pianist rus
- 1969: Lia Bugnar este dramaturg, scenaristă, regizor, actriță și scriitoare română
- 1978: Maria Obretin, actriță română
- 1979: Fábio Bilica, fotbalist brazilian
- 1985: Kari Aalvik Grimsbø, handbalistă norvegiancă
- 1989: Ioana Strungaru, canotoare română
- 1990: Toni Kroos, fotbalist german

## Decese
- 1248: Regele Sancho al II-lea al Portugaliei (n. 1207)
- 1707: Ludwig Wilhelm, Margraf de Baden-Baden (n. 1655)
- 1786: Moses Mendelssohn, filosof german (n. 1729)
- 1801: Louise Charlotte de Mecklenburg-Schwerin (n. 1779)
- 1825: Ferdinand I al celor Două Sicilii (n. 1751)

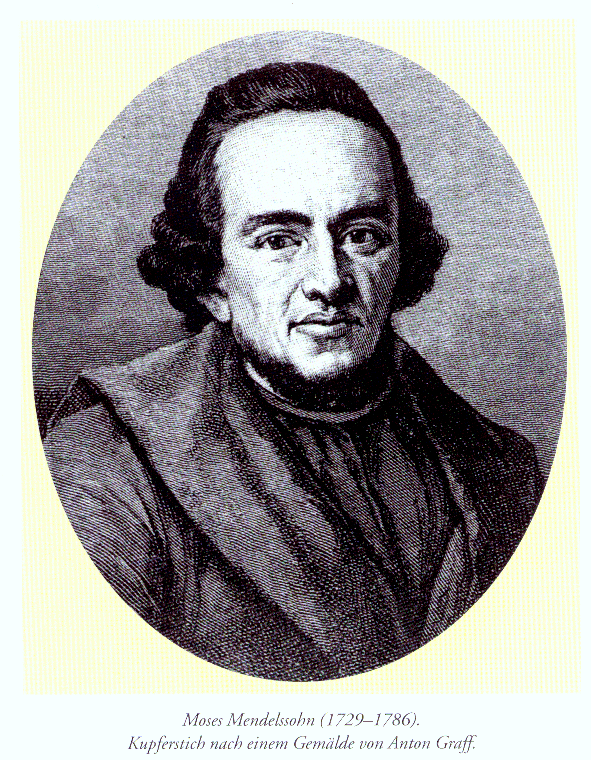
Moses Mendelssohn, filosof german
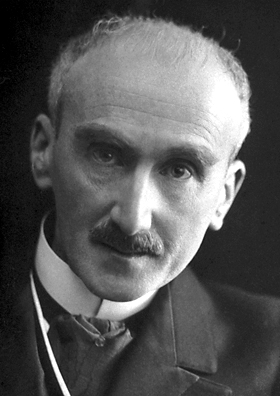
Henri Bergson, filosof și scriitor francez, laureat Nobel
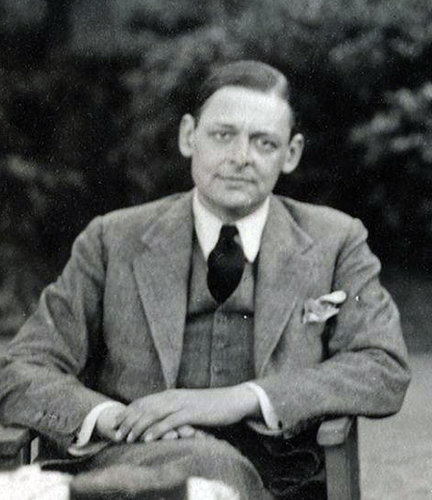
T. S. Eliot, poet, dramaturg și teoretician literar americano-britanic, laureat Nobel

- 1845: Louis-Léopold Boilly, pictor francez (n. 1761)
- 1877: Cornelius Vanderbilt, afacerist american (n. 1794)
- 1880: Anselm Feuerbach, pictor german (n. 1829)
- 1915: Anton von Werner, pictor german (n. 1843)
- 1926: Margareta de Savoia, regină a Italiei (n. 1851)
- 1931: Louise a Marii Britanii, fiica regelui Eduard al VII-lea al Regatului Unit (n. 1867)
- 1941: Henri Bergson, filozof și scriitor francez de etnie evreiască, laureat al Premiului Nobel (1927), (n. 1859)
- 1954: Elena Farago (n. Elena Paximade), poetă simbolistă română (n. 1878)
- 1960: Albert Camus, romancier, dramaturg și filozof francez, laureat al Premiului Nobel (1957), (n. 1913)
- 1961: Erwin Schrödinger, fizician austriac, laureat al Premiului Nobel (1933), (n. 1887)
- 1965: T. S. Eliot, poet, dramaturg și teoretician literar britanic de origine americană, laureat al Premiului Nobel (1948), (n. 1888)
- 1973: Gherase Dendrino, compozitor român (n. 1901)
- 1975: Carlo Levi, scriitor, medic și pictor italian (n. 1902)
- 1977: Prințesa Margareta a Suediei (n. 1899)
- 1999: José Vela Zanetti, pictor spaniol (n. 1913)
- 2000: Joan Aiken, scriitoare engleză (n. 1924)
- 2006: Irving Layton, poet și scriitor canadian de etnie evreiască, născut în România (n. 1912)
- 2010: Paul Ahyi, artist, sculptor, arhitect, designer de interior și scriitor togolez (n. 1930)
- 2017: Georges Prêtre, dirijor francez (n. 1924)
- 2021: Tanya Roberts, actriță, model și producătoare americană (n. 1955)
- 2021: Martinus J. G. Veltman, fizician olandez, laureat al Premiului Nobel (1999), (n. 1931)

## Sărbători
- Soborul Sfintilor 70 de Apostoli; Cuv. Teoctist, egumenul de la Kucumia Siciliei (calendar creștin-ortodox)
- Fer. Angela de Foligno (calendar romano-catolic)
- Cei 70 Sf. Apostoli; Sf. Teoctist (calendar greco-catolic)